# Air Canada Jetz
Air Canada Jetz est une compagnie aérienne nolisée dont le siège social est situé à Montréal, au Québec et est une filiale en propriété exclusive d' Air Canada. Établie et mise en service le 31 octobre 2001, elle exploite un service commercial haut de gamme pour les entreprises et les équipes sportives professionnelles. La compagnie aérienne était à l'origine dirigée par Robert Perrault, ancien président d'Air Alliance. Actuellement, il est dirigé par Alain Boudreau.
Depuis février 2019, Air Canada Jetz exploite trois Airbus A319 à fuselage étroit, chacun configuré avec 58 sièges en classe affaires.

## Chartes

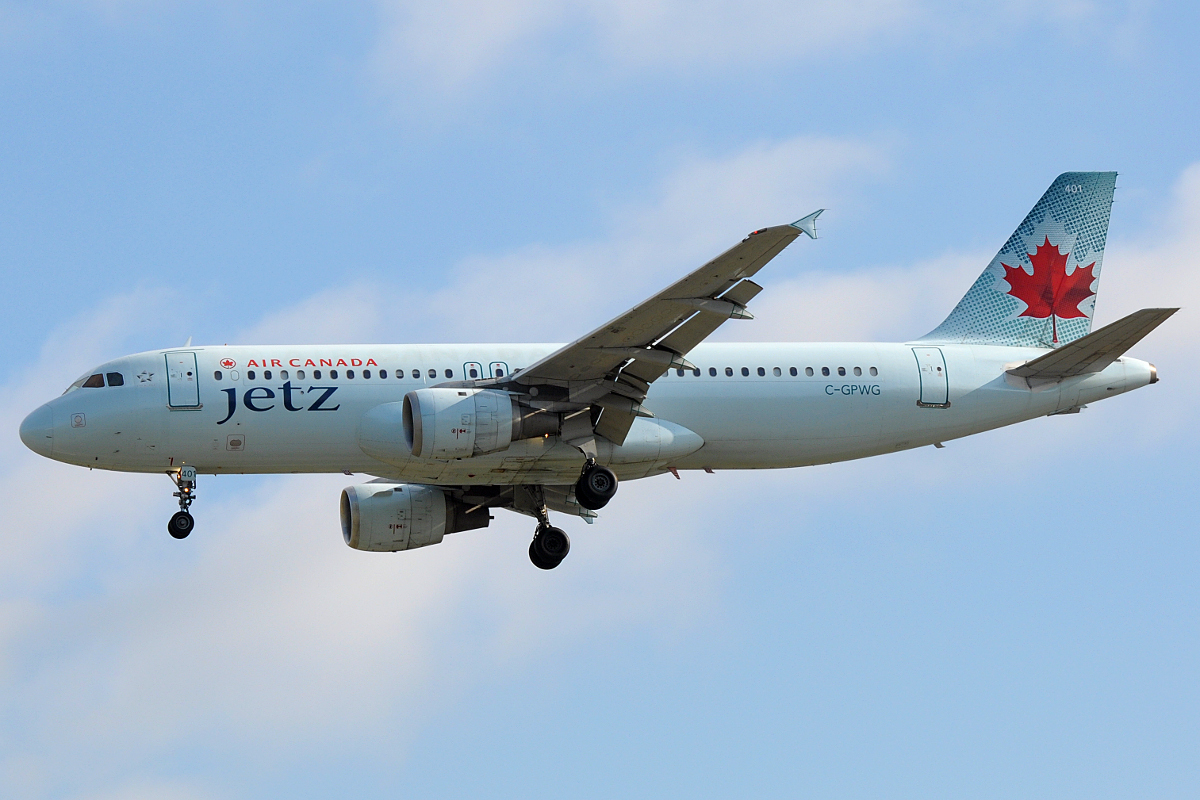
Air Canada Jetz

### Équipes sportives
Jetz est le transporteur officiel des sept équipes canadiennes de la Ligue nationale de hockey (NHL). La compagnie assure ce rôle pour les Canucks de Vancouver, les Flames de Calgary, les Oilers d'Edmonton, les Sénateurs d'Ottawa, les Canadiens de Montréal et les Maple Leafs de Toronto depuis sa création, avec les Jets de Winnipeg ajoutés pour la saison 2011-2012. Jetz a également été le transporteur de plusieurs franchises de la NHL basées aux États-Unis, y compris les Bruins de Boston pour la saison 2008, les Ducks d'Anaheim pour la saison 2009-2010, les Kings de Los Angeles pour la saison 2011-2012 et les Capitals de Washington pour la saison 2010-2011.
Le 31 mars 2014, l'Ottawa Citizen a rapporté qu'Air Canada « a pris la décision de quitter ce segment du marché ». Cependant, le service n'a pas été résilié et le 17 mars 2015, la société a annoncé un contrat de 6 ans avec plusieurs équipes de la NHL à partir de la saison 2015-2016.
Jetz était également le transporteur des Raptors de Toronto de la National Basketball Association (NBA) jusqu'en 2016, date à laquelle ils sont passés à Delta Air Lines, et depuis avril 2010, les Blue Jays de Toronto de la Major League Baseball (MLB). C'était la première fois que Jetz exploitait des chartes sportives pendant l'été.

### Autres
En 2005–2006, Jetz a transporté U2 sur leur Vertigo Tour, et à nouveau en 2009 sur leur U2 360° Tour. Jetz a également transporté les Rolling Stones lors de leur tournée nord-américaine jusqu'à ce que le groupe estime que l'avion Jetz n'était pas assez grand et ont opté pour un Boeing 747-400. Jetz a transporté de nombreux autres groupes de rock de haut niveau (Bruce Springsteen, Phil Collins, The Spice Girls) et des chefs d'entreprise.
Lors des élections fédérales canadiennes de 2004, 2006 et 2008, la tournée du chef du NPD Jack Layton a été menée par Jetz.
Au cours de la pandémie de Covid-19, tous les Jetz ont commencé à exploiter des vols commerciaux de Toronto à Montréal et Ottawa à partir du 1er juin.